# Santa Cruz de la Palma
Santa Cruz de la Palma là một đô thị trong tỉnh Santa Cruz de Tenerife, cộng đồng tự trị quần đảo Canaria Tây Ban Nha. Đô thị này có diện tích là 43,38 kilômét vuông, dân số năm 2009 là 13.000 người với mật độ người/km². Đô thị này có cự ly km so với tỉnh lỵ Santa Cruz de Tenerife.

## Lịch sử
Thành phố được thành lập bởi Alonso Fernández de Lugo vào ngày 03 Tháng Năm, 1493. Thành phố tọa lạc giữa một dòng sông mà nằm bên một hang động tên là Tedote (nay Cueva de Carias, nằm ở phía bắc của thành phố). Thành phố này, ban đầu được gọi là Villa del Apurón, phục vụ như là một cảng kết nối với các tuyến đường đến châu Mỹ, xuất khẩu hàng hóa từ đảo như mía. Thành phố này đã bị chiếm bởi cướp biển và sau đó đã được xây lại và gia cố để chống lại các cuộc tấn công cướp biển trong tương lai. Công sự nổi tiếng bao gồm các Castillo de Santa Catalina và Castillo de la Virgen. Cuộc khủng hoảng kinh tế ảnh hưởng đến ngành nông nghiệp mang lại sự giảm sút lớn nhất của dân số trong lịch sử của thành phố, trong đó hạn chế sự mở rộng của nó và khiến ra dân số ổn định và giảm xuống còn 11.000. Dân số không tiếp cận con số ban đầu 18.000 lần nữa cho hàng trăm năm tiếp theo của nó.